# Хушдилон
Хушдилон (тадж. Хушдилон) — село в Дангаринском районе Хатлонской области Республики Таджикистан. Административно относится к джамоату (сельской общине) Лохур Дангаринского района.
Находится на расстоянии 32 км от райцентра (пгт. Дангара) и 12 км от джамоатного центра (с. Таджмахал).
Население — 1033 чел. (2017).